# Coran épigraphique
Le Coran épigraphique est l'ensemble de graffiti écrits en caractères dits coufiques archaïques repéré par les épigraphistes relevés sur des rochers et antérieurs au IIe siècle de l’Hégire qui permet de mettre en lumière de nouveaux éléments concernant l’histoire de la constitution du texte coranique. Ils constituent une source d’information fondamentale et méconnue sur la société arabe et musulmane des origines. En tant qu'épigraphie dite privée, les graffitis se distinguent de l’épigraphie monumentale, étudiée par Christian Robin.
Depuis les années 1960, les recherches autour des graffiti de haute époque islamique (avant 750) ont permis de jeter un nouveau regard sur l’histoire des débuts de l’islam (VIIe siècle/VIIIe siècle) Les épigraphistes, historiens des textes, considèrent que le texte coranique a une histoire qui se fonde sur une variété de documents véridiques dont les graffiti arabes archaïques font partie. Ils cherchent des fragments d’origines et d’époques disparates. Ils sont des apports aux recherches sur l'élaboration du Coran.
Le principal chercheur est Frédéric Imbert qui a mené de nombreuses campagnes de prospections épigraphiques en Jordanie, Syrie, Liban, Palestine et Arabie Saoudite.

## Description générale
L’écriture arabe en kufi se distingue par ses caractères coufiques plutôt anguleux et ne ressemble que très peu à l’écriture arabe d’aujourd’hui. Délicat à déchiffrer, le coufique ne note ni les voyelles brèves, ni les points diacritiques qui permettent de différencier les consonnes entre elles. Ainsi, on ne peut distinguer un b d’un t, un y d’un n ou un h d’un j….
Les graffiti reprennent des versets d'une manière isolée ou amalgamée, et formulent parfois des péricopes qui sont fort proches de versets mais totalement décontextualisés et sans rapport avec ce qu’ils sont dans le texte canonique du Coran. Ils présentent des variations évidentes. Ils sont la somme des divergences acceptées issues de variations orales et ne portent que sur des points de détail orthographiques, morphologiques ou syntaxiques.
Ces isolats coraniques, dont certains présentent une construction formulaire (basmala + verset + signature) qui montre clairement que le graffito a été apposé dans le strict but de mentionner le Coran. Le credo fondamental de l’islam y est respecté dans le fond.

## Intérêt pour l'histoire
Au-delà de sa forme de prédilection actuelle - le livre - le Coran peut être aussi voix (la psalmodie), art (la calligraphie) et donc aussi écrit sur de la pierre. L'expression la plus utilisée par Imbert est : « Le Coran des pierres », mais il parle aussi d'« Islam lapidaire » et de « Coran épigraphique ».
L'intérêt de ces graffiti est qu'ils ne sont jamais passés au crible de la censure linguistique, politique ou religieuse, n’ayant jamais été soumis à une recopie lors de laquelle la langue ou le contenu auraient été retouchés. Ils sont trace que le Coran n’est pas un corpus fermé car ils sont souvent différents du texte de la vulgate, ils présentent des « amalgames coraniques ». Ils sont différents des variations recensées qui furent autorisées plus tard par la tradition et que l’on nomme les « sept lectures » (qirâ’ât), ils peuvent donc être issus de transmissions divergentes de la vulgate et non de simples « variantes » de cette dernière. Mais certains d'entre eux citent verbatim le Coran. Sur les 85 extraits recensés, 36 % est conforme à la lettre à la version de la vulgate, 64 % ne l’est pas. L’étude de leur contenu relatif à la foi peut aider à comprendre les phases progressives de développement de ces textes. De plus, ces inscriptions font partie intégrante du patrimoine littéraire, culturel et religieux des Arabes, sans doute le plus ancien livre (kitāb) écrit par eux-mêmes où ils s’ouvrent à nous de l’intimité de leur foi, de leur croyance et de leur Coran.
L'une des hypothèses majeures de Frédéric Imbert, professeur des universités au Département des Études Moyen-Orientales d’Aix-Marseille Université et spécialiste de langue arabe et d’épigraphie arabo-islamique, se veut complexifier l’étude du texte. En effet, les chercheurs ont pensé les extraits du Coran comme ayant intégré des champs textuels variés (des inscriptions, des graffiti, des monnaies, des documents officiels, etc.) dans un sens unique. Pour Imbert, dans le cas des graffiti, le contraire peut être envisageable : des formules et péricopes diffusément utilisées sur le Proche-Orient auraient fini par intégrer un texte coranique en cours de constitution. En effet, lorsque l’on traite d’écrits anonymes utilisant le Coran à des fins privées, il est généralement d'usage de considérer les écarts dans un seul et même sens : le texte coranique déjà fixé et largement diffusé dans les esprits serait malmené ou librement utilisé par des individus qui le connaîtraient mal ou s’autoriseraient des adaptations malvenues. Tandis que Imbert répond à cette question : Pourquoi les lapicides auraient-ils altéré le texte qui représentait le fondement de leur foi ? On ne grave bien que ce qu'on a dans la tête. « C'est du Coran, pas le Coran ». Il suppose que : « le Coran des pierres est le fruit du Coran des cœurs : celui que l’on connaît intimement et que l’on met tant de temps à graver sur la roche.
Ainsi, les inscriptions lapidaires « se voudrait plutôt le reflet d’un texte coranique en devenir, souple et non encore fixé, malléable au point de pouvoir s’intégrer sémantiquement et linguistiquement au sein de formulaires qui l’acceptent naturellement. C’est en tout cas avec la même souplesse que l’on peut imaginer la pérégrination et l’adaptation réfléchie de ces formules dans le chantier d’un texte coranique [qui était alors] en cours d’élaboration ». Des formulations religieuses islamiques, encore diffuses à l’échelle du Proche-Orient, auraient intégré un Coran en cours d’élaboration. Le Coran des pierres serait le reflet d’un texte coranique en devenir, souple et non définitivement fixé.

## Corpus
« En comptabilisant ces occurrences multiples, le nombre d’éléments se rattachant au Coran s’élève à 197. Nous avons, à titre d’exemple, des mentions de 13 versets des sourates Al-Baqara (5%) et Ᾱl ʿImrān (6%), 17% de Taḥrīm, 3% de Šuʿarā’. Le corpus comprend 3 sourates entières (Al-Fātiḥa, al-Naṣr et al-Iḫlāṣ). Le rapport entre les sourates des périodes médinoises et mecquoises (selon l’ordre canonique de la vulgate) est le suivant : 107 versets médinois (dont 4 interpolations) et 90 mecquois. Si nous reformulons ces données en sourates, nous possédons des extraits de 19 sourates médinoises et 41 mecquoises soit au total 60 sourates représentées sur le total des 114 que compte le Coran (soit 53% de représentation des sourates). […] Dans l’état actuel des recherches, 54 sourates n’ont aucune occurrence sur la pierre. Il nous est apparu intéressant de quantifier également le taux de basmala introduisant les invocations et les extraits coraniques (« Au nom de Dieu le Bienfaiteur, le Miséricordieux », traditionnellement placée avant une citation coranique). Nous retiendrons simplement qu’il ne dépasse pas 19 % des textes ».
Le site archéologique Ǧabal Usays (ou Seis) (ceb) constitué de basalte à la corole du cratère volcanique sur lequel se trouvent les ruines d’un palais arabe d’époque omeyyade, livre des graffiti : sur les 106 inscriptions seules 89 sont lisibles et, parmi les lisibles, 14 mentionnent du texte qui s'apparente à du Coran soit 16%.

## Résultats de cette recherche
Bien que les plus anciens graffitis datés de 23 de l’hégire (l'an 643) et de 24 (l'an 644) ne contiennent pas de référence religieuse, le contenu des graffiti arabes du Proche-Orient demeure essentiellement religieux.
L’étude du calendrier, défini dans les premières décennies de l’histoire de l’islam, fournit des éléments de datation très importants : dès l'an 24 de l'Islam (l'an 644), 12 ans après la mort de Muḥammad, un graffito est daté doublement : par la mention de la mort du calife ʿUmar b. al-Ḫaṭṭab, doublée de la mention de la date écrite : « Moi Zuhayr, dit-il, j’ai écrit au temps de la mort de ʿUmar, en l’an vingt-quatre ». Un seul problème cependant : à aucun moment il n’est dit que ce calendrier est islamique, ou même que ce calendrier est tout simplement hégérien.
L’ensemble des graffitis, datés ou datables avant 70 de l’hégire (vers 690), ne mentionnent pas Muḥammad.
Les travaux de Imbert montrent que les formules de la shahāda et de la basmala étaient déjà présentes du vivant de Muḥammad mais de façon incomplète. Les premières professions de foi présentent des formulations antérieures à la chahada traditionnelle qui font acte d’un monothéisme indéterminé et très matérialiste. Dans les graffiti les plus anciens, seule l’unicité de Dieu est affichée, sans aucune référence à Muḥammad. La shahāda complète qui inclut la mention de Muḥammad se trouve plus tard, à partir des années 70 après l’Hégire (vers 690) sous le califat de l’omeyyade ʿAbd al-Malik, le phénomène étant concomitant de l’apparition progressive de la figure prophétique sur les monnaies et dans les textes officiels. Le verset emblématique (« C’est lui qui a envoyé son prophète avec la direction et la religion vraie ») est donc tardif, intégré dans le credo officiel développé sous les Omeyyades et faisant état d’une communauté guidée par la mission prophétique. Dans l’état actuel des recherches, la plus ancienne mention du nom de Muḥammad remonte à l’année 66 (l'an 685) sur une monnaie arabo-sassanide, suivie de l’inscription du dôme du Rocher de 72 (l'an 692).
« L’image de l’islam telle qu’elle se dégage des graffiti n’est pas entièrement conforme à celle proposée par les ouvrages de la tradition arabo-musulmane classique dont on sait qu’elle se mit en place vers le IXe siècle. Certaines données issues de l’analyse des graffiti peuvent heurter frontalement celles de la Tradition sur la question de la figure prophétique, mais également sur la nature historique de ce que nous appelons aujourd’hui le Coran. Les hommes du début de l’islam, qui décidèrent librement d’exprimer leur foi sur des rochers, le firent en utilisant majoritairement des invocations qu’ils adressèrent à une divinité unique, de nature tribale nommée Allâh ou simplement « seigneur » (rabb). Ils sollicitèrent avant tout son alliance, sa protection et sa défense comme on le ferait avec un allié. ».
Les formules de demande de pardon ou de miséricorde se multiplient par milliers sur les rochers. En effet, parmi eux se trouvent à hauteur d'environ 70 % des inscriptions qui débutent par la formule : « ô Dieu, pardonne à [untel] ses péchés ». C'est des invocations à fonction prophylactique incluant des demandes de pardon ou de miséricorde sur le modèle Allāhumma-ġfir (en), (ô Dieu, pardonne à…). Cela est une manière parmi d’autres de laisser une trace de son nom et de sa généalogie tout en l'enveloppant d’une formulation religieuse qui semble répondre à un effet de mode très ancien.
Des citations coraniques sont des amalgames ou des raboutages. Il s'agit d'invocations originales où l'on retrouve un mélange de plusieurs bribes de versets de la vulgate othmanienne, parfois suivies de formules de malédiction contre celui qui aura effacé ou changé l'inscription coranique tronqué. La plus ancienne mention du Coran date actuellement de 64 de l’hégire (684) et provient d’un graffito de la région de Kûfa en Irak. Il s’agit d’un texte d’inspiration coranique ayant amalgamé deux versets de provenances différentes (une sorte de « montage » à partir du Coran XXXII, 42 et LXXVI, 26). L’auteur a même noté par un rectangle la fin de ce qu’il considère comme la citation coranique. La variation, par rapport au Coran de l’édition actuelle, est minime mais elle est évidente. À al-Hanakiyya (à 100 km au nord-est de Médine), une simple profession de foi, datant de la fin du VIIe siècle, amalgame jusqu’à trois versets ! « Je crois qu’il n’est de dieu autre que celui en qui les fils d’Israël ont cru, comme un vrai croyant soumis à Dieu ; je ne suis pas au nombre des polythéistes ! » (Coran X, 90 ; III, 67 ; XII, 108). Il s'agit non d'une citation pieuse du Coran mais d'un montage réfléchi.
La nature nécessairement fragmentaire de ces inscriptions ne permettent pas de saisir l'objet du choix du lapidaire. Par exemple, dans le site archéologique du Jabal Says (ceb), on trouve par exemple une citation attribuée à Jésus dans le Coran : « Je suis le serviteur d’Allâh. Il m’a donné le Livre et m’a fait prophète ; il m’a béni » (Coran XIX, 30-31) mais elle est isolée de son contexte et ne réfère pas explicitement à Jésus.
Elles signalent la fréquentation d’un Coran qu’on pourrait qualifier de « souple », témoignant d’un texte en cours d’élaboration, non encore arrêté dans sa forme définitive, relativement mal diffusé. A travers elles s'écrit historiquement le processus d’élaboration d’une tradition sainte à travers l’établissement de ses Ecritures comme la construction de ses personnages édifiants. Ce processus ne connaîtra son achèvement qu’au moins 150 ans après les débuts de la prédication coranique (611).

### Exemple d'amalgames
L'exemple donné de l’amalgame, comme celui d’un graffito saoudien d'al-Ḥanākiyya, 80 km à l'est de Médine :
« Ᾱmantu anna-hu lā ilāh a illā llaḏī āmanat bi-hi Banū Isrā’īl, ḥanīf an muslim an wa mā anā min al-mušrikīn. Wa kataba Rāfiʿ b. ʿAlī (Je crois qu’il n’est de dieu autre que celui en qui les fils d’Israël ont cru, comme un vrai croyant soumis à Dieu ; je ne suis pas au nombre des polythéistes ! Ecrit par Rāfiʿ b. ʿAlī). Cette composition datable du Ier siècle de l’Hégire est le résultat de plusieurs opérations : elle est introduite sans la basmala sur la base d’un extrait de verset de la sourate Yūnis, 10, 90. Dans le contexte coranique d’origine, c'est Pharaon qui, au moment d’être englouti dans la mer Rouge, se convertit au monothéisme et atteste de l’existence du Dieu des Israélites. Toutefois, sur le rocher d'Arabie, ce contexte est totalement oublié. Quand Pharaon ajoute wa anā min al-muslimīn (je suis au nombre de ceux qui se sont soumis) le lapicide a préféré, quant à lui, insérer un autre verset (Yūsuf, 12, 108) proclamant la même chose mais en modulant le point de vue : mā anā min al-mušrikīn (je ne suis pas au nombre des polythéistes). Mais, entre les deux parties du verset déjà modifié, il en a inséré un autre de la sourate Ᾱl ʿImrān, 3, 67, ḥanīf an muslim an dont le verbe qui l’introduisait a été enlevé afin de mieux s'intégrer syntaxiquement. ».
Autre exemple, Imbert relève la présence d'un grafitto du IXe siècle mélangeant le verset 33 de la sourate Al-Baqara et un autre passage coranique. Pour lui, « cet usage rappelle l’extrême souplesse du texte coranique dans les deux premiers siècles de l’Hégire. ».

### Recherche historique et critique

#### Laboratoires et équipes de recherche
- Frédéric Imbert
- Aix-Marseille Université

#### Pour aller plus loin
- Coran#Le « Coran des pierres »
- Recherches sur la datation du Coran
- Approches traditionnelles de la transmission du Coran
- PERF 558 le plus ancien document daté dans le calendrier musulman
- Inscription lapidaire